# Championnats de France de triathlon en relais mixte 2019
Navigation
2018 2021
Les championnats de France de relais mixte 2019 de la Fédération française de triathlon se tiennent à Metz, en Moselle le 30 juin 2019.
Pour cette épreuve, chaque club est autorisé à participer avec une ou plusieurs équipes de quatre participants, composée de deux femmes et de deux hommes. Les équipes doivent s'affronter dans l'ordre suivant : (1 femme/1 homme/1 femme/1 homme). Chaque triathlète doit concourir sur une nage de 300 mètres, une course à vélo de 6 km, une course à pied de 2 km et passer le relais à son coéquipier.

## Palmarès
Le club Metz Triathlon remporte son premier sacre pour ses deuxième championnats de France en relais mixte, qui se déroulent sur ses terres à Metz.
| Rang               | Équipe                                                                 | Temps           |
| ------------------ | ---------------------------------------------------------------------- | --------------- |
| Médaille d'or      | Metz Triathlon 1                                                       | 1 h 07 min 35 s |
| Médaille d'or      | - Jeanne Lehair - Thomas Sayer - Léa Coninx - Mathis Margirier         | 1 h 07 min 35 s |
| Médaille d'argent  | Poissy Triathlon 1                                                     | 1 h 08 min 19 s |
| Médaille d'argent  | - Sandra Dodet - Jérémy Quindos - Justine Guérard - Aurélien Raphaël   | 1 h 08 min 19 s |
| Médaille de bronze | Poissy Triathlon 3                                                     | 1 h 08 min 26 s |
| Médaille de bronze | - Kristelle Congi - Antoine Duval - Marine Vetillard - Yan Allichon    | 1 h 08 min 26 s |
| 4                  | - Issy Triathlon ; - Célia Merle - Gayant - Audrey Merle - Rochemont   | 1 h 10 min 26 s |
| 5                  | - Metz Triathlon 2 ; - Titotto Merlot - Morlec - Barthelemy - Guerbeur | 1 h 11 min 01 s |